# پانچاسیلا

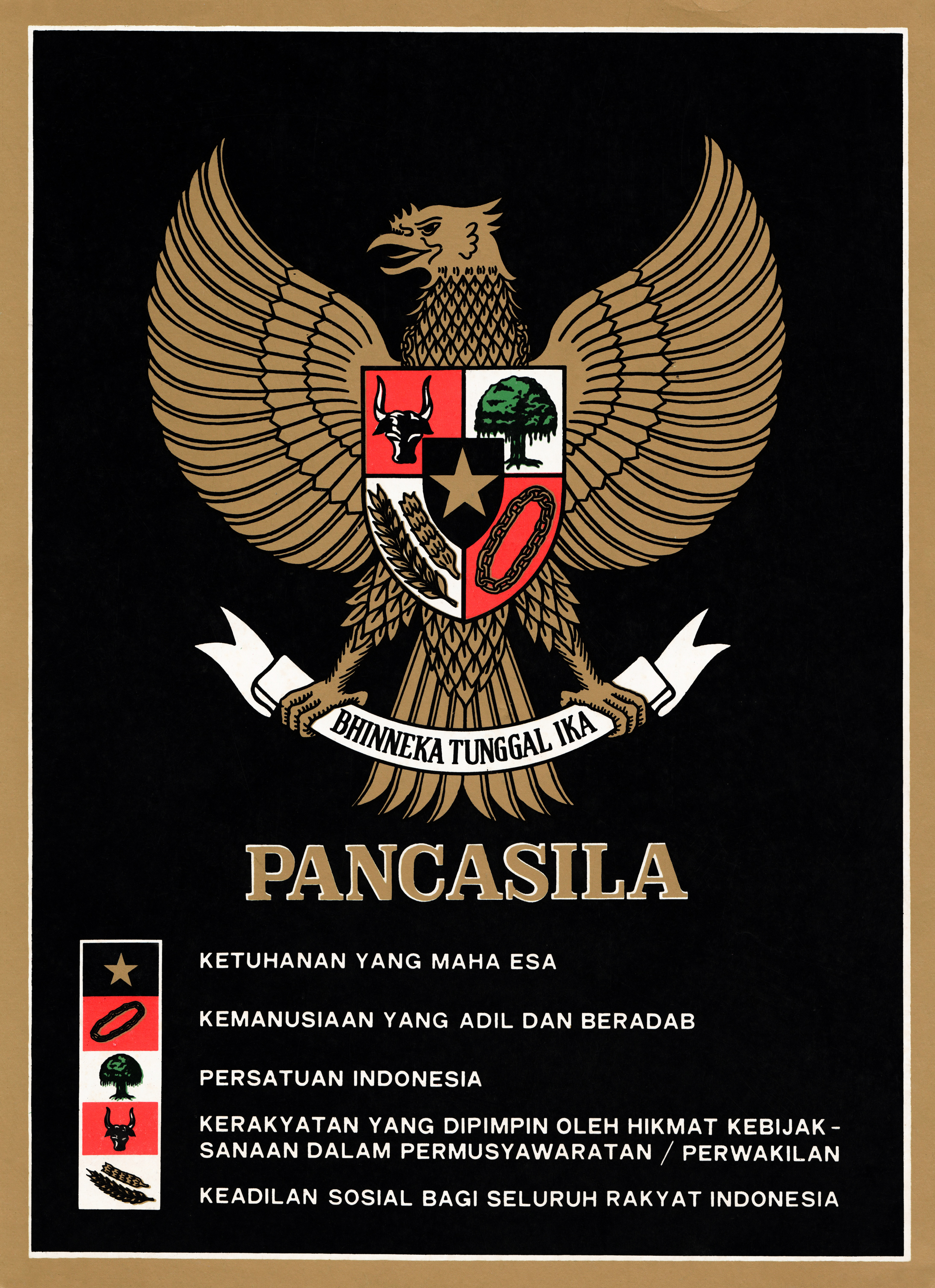

پانچاسیلا (انگلیسی: Pancasila ,Indonesian: [pantʃaˈsila]) نظریه فلسفی رسمی، بنیادین دولت اندونزی است. پانچاسیلا از دو واژهٔ جاوی قدیم گرفته شده که در اصل متعلق به زبان سانسکریت بوده‌اند: "pañca" ("پنج") و "sīla" ("اصول"). بدین ترتیب این فلسفه از پنج اصل تشکیل شده و آنها را جدایی ناپذیر و مرتبط می‌داند:
1. باور به یک خدای یکتا (به زبان اندونزیایی "Ketuhanan Yang Maha Esa"),
2. بشریتی عادل و متمدن (به اندونزیایی "Kemanusiaan Yang Adil dan Beradab"),
3. یک اندونزی واحد (به اندونزیایی "Persatuan Indonesia"),
4. دموکراسی، به رهبری خرد نمایندگان مردم (به اندونزیایی "Kerakyatan Yang Dipimpin oleh Hikmat Kebijaksanaan, Dalam Permusyawaratan Perwakilan")
5. عدالت اجتماعی برای همهٔ اندونزیایی‌ها (به اندونزیایی "Keadilan Sosial bagi seluruh Rakyat Indonesia").